# Dochter van het Keizerrijk
Dochter van het keizerrijk is het eerste deel van de fantasy-serie Keizerrijk-trilogie, geschreven door Raymond E. Feist en Janny Wurtz. Deze serie over Mara, de jonge Regerend Vrouwe van de Acoma en haar rol in het Spel van de Raad, dat al eeuwenlang in het Keizerrijk Tsuranuanni in Kelewan wordt gespeeld tussen de machtigste families. De oorspronkelijke titel van het boek is 'Daughter of the Empire', en het werd uitgegeven in 1987.

## Samenvatting van het boek
Mara is zeventien jaar als zij volkomen onverwacht de Regerend Vrouwe van de Acoma wordt; een van de Grote Families van het keizerrijk Tsuranuanni op Kelewan die op het punt staat om uitgeroeid te worden. Mara wordt in de tempel van de orde van Lashima (de godin van het innerlijk licht) ingewijd als nieuwe zuster, en doet afstand van haar wereldlijke leven. Tijdens de inwijding wordt zij door Keyoke (de opperbevelhebber van de Acoma), weggeroepen. Haar vader (Heer Sezu) en haar broer zijn beiden om het leven gekomen tijdens een zinloze aanval op een barbarenstelling in de wereld achter de Scheuring (Midkemia). Hun dood maakt deel uit van de plannen van wrede, sadistische en geslepen Heer Jingu van de Minwanabi om de Acoma-familie definitief uit de weg te ruimen.
Mara is niet zeker voorbereid op haar nieuwe taak, al is ze vaak erbij geweest als haar vader haar broer onderwees in het dodelijke Spel van de Raad (de ‘regeringsmethode’ van het Keizerrijk) en de verantwoordelijkheid van een Heer van een Grote Familie. Als Mara bij het landgoed van de Acoma arriveert blijkt dat er daar nog maar zevenendertig krijgers in dienst zijn; de verliezen van de familie zijn enorm. Maar toch trekt Mara zich, ondanks de waarschuwingen van Keyoke om direct maatregelingen te menen, eerst terug in de heilige boomgaard. Dit wordt bijna haar dood als een moordenaar daar verschijnt. Slechts door het ingrijpen van de krijgsman Papewajo blijft Mara in leven. De ingreep heeft echter ook een keerzijde; Papewajo moet volgens de traditie zelfmoord plegen omdat hij de heilige boomgaard betreden heeft. Mara kan dit echter niet accepteren, en geeft Papewajo een zwarte band die hem eraan moet herinneren dat hij de doodstraf heeft gekregen. Hierbij breekt zij niet de traditie.
Dankzij de onorthodoxe omgang met de tradities van het keizerrijk en de methoden van leiderschap blijkt Mara spoedig een krachtige maar onvoorspelbare Heersend Vrouwe van een Groot Huis te zijn. Dit blijkt ook als zij Grijze Krijgers in haar strijdkrachten opneemt; verschoppelingen zonder eer, die niet met hun Heer ten onder zijn gegaan. Mara biedt hen een nieuwe kans en versterkt zo haar leger. Mede hierdoor treedt de zeer nuttige Spionnenmeester Arakasi in dienst bij Mara. Dankzij hem sluit zij een alliantie met de cho-ja, een insect-achtig strijdersvolk. Ze biedt hen de jonge koningin van het volk een nieuwe woonplek aan op haar land.
Ondertussen arrangeert Mara haar eigen huwelijk met Buntokapi, de derde zoon van de Familie Anasati, waardoor deze vijandige familie haar ‘onwillige’ bondgenoot wordt. Buntokapi blijk een ware bruut te zijn, die zijn echt-genote mishandeld. Maar Mara ondergaat zijn vernederingen, krijgt een zoon van hem (Ajiki), gaat heimelijk door met het besturen van de Acoma Familie, en plant de val van haar echtgenoot. Deze pleegt uiteindelijk zelfmoord om de eer van de Acoma te redden, nadat hij zijn vader en de Krijgsheer zwaar beledigd heeft. Als Mara hierna weer de Heersend Vrouwe van de Acoma wordt, komt Bruli van de Kehotara zich als nieuwe huwelijkskandidaat aanbieden. Mara lokt Bruli in haar val, waardoor de band tussen Kehotara en de Minwanabi verbroken zal worden.
Dan wordt ze uitgenodigd door Heer Jingo van de Minwanabi om het verjaardagsfeest van de Krijgsheer bij te wonen in diens onneembare vesting. Een dodelijke uitnodiging die ze echter niet kan afslaan. Daar komt ze erachter dat Buntokapi’s geliefde Teani een spion was voor de Anasati, en dat deze thans in dienst van Heer Jingo haar wil laten vermoorden door de krijger Shimizu. De eerste moordpoging faalt dankzij het optreden van Papewajo, die hierbij het leven laat. Ook de tweede poging faalt. Maar ditmaal wordt het verraad van de Minwanabi-familie geopenbaard en wordt Heer Jingo gedwongen om ‘eervol’ zelfmoord te plegen. Mara heeft de dood van haar vader en broer gewroken, heeft een overwinning in het Spel van de Raad gehaald, en keert terug naar haar landgoed. Waar ze de verjaardag van de Krijgsheer hervatten.